# BK Partizani
O Basketboll klub Partizani, também conhecido por Partizani Tirana, é um clube de basquetebol ligado ao clube multi-esportivo Partizani Tirana localizado em Tirana, Albânia. É o clube de maior êxito entre os clubes albaneses com 33 títulos nacionais. Atualmente disputa a Liga e pare que corresponde a segunda divisão do país.

## Temporada por temporada
| Temporada | Nivel | Liga        | Pos. | Res  | Resultado     | PO  | Competições Europeias | Competições Europeias | Competições Europeias |
| --------- | ----- | ----------- | ---- | ---- | ------------- | --- | --------------------- | --------------------- | --------------------- |
| 2012-13   | 1     | Superliga   | 7    | 2-2  |               |     |                       |                       |                       |
| 2013–14   | 2     | Liga e Pare | 2    | 8-4  | Promovido     |     | –                     | –                     | –                     |
| 2014–15   | 1     | Superliga   | 4    | 5-5  | Semifinalista | 2-0 | –                     | –                     | –                     |
| 2015–16   | 1     | Superliga   | 6    | 1-19 | Rebaixado     |     | –                     | –                     | –                     |
| 2016-17   | 2     | Liga e Pare | 1    | 16-0 | Campeão       | 4-3 |                       |                       |                       |

## Títulos
- Superliga (33):

1951, 1952, 1953, 1954, 1956,  1958, 1959, 1960, 1964, 1967–1968, 1968–1969, 1969–1970, 1971–1972, 1972–1973, 1973–1974, 1974–1975, 1975–1976, 1976–1977, 1977–1978, 1978–1979, 1979–1980, 1980–1981, 1981–1982, 1982–1983, 1983–1984, 1984–1985, 1985–1986, 1986–1987, 1987–1988, 1988–1989, 1990–1991, 1991–1992, 1995–1996
- Copa da Albânia (16):

1951, 1952, 1960, 1970, 1972, 1975, 1976, 1978, 1980, 1982, 1983, 1984, 1987, 1989, 1990, 1995
- Primeira Divisão  (1):

2016-17
1. 1 2  «Partizani Tirana basketball, News, Roster, Rumors, Stats, Awards, Transactions, Details - eurobasket». www.eurobasket.com